# Membraanpotentiaal
De membraanpotentiaal (Vm) is de elektrische spanning die staat over de membraan van een cel. De potentiaal ontstaat door verschillende concentratiegradiënten van positieve en negatieve ionen (en daarmee elektrische lading) aan weerszijden van de membraan: aan de buitenkant (de extracellulaire zijde) van de membraan zijn er meer positieve ionen (vooral natriumionen) dan aan de binnenkant (het cytoplasma) van de cel.
In principe heeft elke membraan een membraanpotentiaal (al is het een potentiaal van 0 mV), maar met name zenuwcellen staan bekend om hun membraanpotentiaal. Door middel van veranderingen in de membraanpotentiaal zijn zenuwcellen (of neuronen) in staat met elkaar te communiceren. Als de membraanpotentiaal van een neuron voldoende gedepolariseerd wordt, dat wil zeggen dat het potentiaalverschil kleiner wordt dan een bepaalde grenswaarde, dan ontstaat er een golf van elektrische ontlading en spreekt men van een actiepotentiaal. Dat wil in feite zeggen dat de cel bezig is met het verzenden van een boodschap. De membraanpotentiaal van een inactief neuron noemt men rustpotentiaal.